# La signora del venerdì
La signora del venerdì (His Girl Friday) è un film del 1940 diretto e prodotto da Howard Hawks, remake del film The Front Page.
Rientrante nel genere della screwball comedy, nel 1993 è stato scelto per la conservazione nel National Film Registry della Biblioteca del Congresso degli Stati Uniti.

## Trama

Cary Grant e Rosalind Russell in una scena

Hildy Johnson è una giornalista di successo, divorziata da Walter Burns, editore del giornale dove lavora. Quando si presenta in ufficio con il nuovo fidanzato, ribadendo la volontà di smettere di lavorare al giornale e di dedicarsi alla vita famigliare, l'ex marito, che non vuole perderla come giornalista, mette in opera ogni stratagemma per ostacolare la sua partenza per il matrimonio e la luna di miele. Mentre blocca con un trucco il promesso sposo, Burns induce Hildy ad occuparsi del caso di Earl Williams, un condannato a morte che dovrebbe essere giustiziato il giorno dopo. Andata a intervistarlo in cella, Hildy si trova coinvolta nell'evasione di Williams, un poveraccio condannato per l'incapacità dello sceriffo che ha condotto le indagini, e decide di aiutarlo.

## Produzione
Il film si distingue per i frenetici dialoghi e le innovazioni nel campo della fonia di presa diretta. Il copione, lungo 191 pagine, è insolito per un film della durata di 92 minuti. Se in media in un dialogo sono presenti dalle 100 alle 150 parole al minuto, ne La signora del venerdì la media è di 240 parole al minuto. In realtà gli scambi di battute tra i personaggi durante le riprese si sovrappongono. Per registrare in presa diretta le voci che si accavallano vennero utilizzati più microfoni.
La scena del ristorante fu creata appositamente per il film, ma richiese più tempo di quanto ci si aspettasse: ci vollero infatti quattro giorni per girarla. La difficoltà risiedeva in fase di montaggio: visto che, mentre i protagonisti stanno mangiando, fuori dalla vetrata le comparse camminano per strada, occorreva fare molta attenzione affinché le stesse comparse non sparissero all'improvviso o si presentassero più volte.

### Casting
Jean Arthur era stata prima scelta per il ruolo di Hildy. Fra le altre c'erano anche Claudette Colbert e Irene Dunne. Rosalind Russell si risentì del fatto di non essere stata la prima scelta del regista Howard Hawks. Si era infatti presentata all'audizione coi capelli bagnati dalla piscina.

## Doppiaggio
La pellicola esce in Italia col doppiaggio della CDC. Negli anni ottanta il film viene ridoppiato per la versione video.

## Titolo
Il titolo italiano nasce da scarsa conoscenza della lingua e letteratura inglese. "His Girl Friday" è una trasposizione al femminile dell'espressione "My Man Friday", modo con cui Robinson Crusoe chiama il suo servo-suddito, dopo avergli dato il nome Friday (Venerdì), per commemorare il giorno in cui lo ha salvato. Quindi "My Man Friday" significa "il mio servo Venerdì" e "His Girl Friday" si potrebbe tradurre come "la sua ragazza Venerdì" (nella variante più colta) oppure "la sua fedele schiava".

## Altre versioni
- The Front Page, regia di Lewis Milestone (1931), con Adolphe Menjou, Mary Brian, Pat O'Brien
- Prima pagina (The Front Page) di Billy Wilder (1974), con Jack Lemmon, Walter Matthau, Vincent Gardenia
- Cambio marito, regia di Ted Kotcheff (1987), con Kathleen Turner, Burt Reynolds, Christopher Reeve
- Nel 1940 una versione radiofonica trasmessa dalla Lux Radio Theatre il 30 ottobre interpretata da Claudette Colbert e Fred MacMurray